# Schivenoglia
Schivenoglia – miejscowość i gmina we Włoszech, w regionie Lombardia, w prowincji Mantua.
Według danych na rok 2004 gminę zamieszkiwały 1234 osoby, 94,9 os./km².